# شهرداری اومیا
بخش اومیا (به سوئدی: Umeå kommun) یک ناحیه شهری در سوئد است که در شهرستان وستربوتن واقع شده‌است.

## خواهرخوانده
شهرهای ساسکاتون، تایفو، هلسینگور، واسا، وورتسبورگ، گوآناخوآتو، هارستاد و پتروزاودسک خواهرخوانده‌های بخش اومیا هستند.